# David C. Rapoport
David Charles Rapoport (* 7. Januar 1929 in Pittsburgh; † 10. Februar 2024) war ein US-amerikanischer Politikwissenschaftler.

## Leben
Rapoport erhielt seinen Ph.D. an der University of California, Berkeley im Jahr 1960. 1962 wechselte er an die Abteilung für Politikwissenschaft der UCLA. In den späten 1960er Jahren interessierte er sich für Terrorismus und unterrichtete 1969 den ersten Terrorismuskurs in den USA. 1989 gründete er die Zeitschrift Terrorism and Political Violence, die als „eine von zwei Zeitschriften, die den Terrorismus zu einem akademischen Feld gemacht haben“ gilt, und war deren Chefredakteur. Er erhielt 12 Auszeichnungen von verschiedenen Stiftungen, darunter dem Social Science Research Council, der Ford Foundation, Fulbright, dem American Council of Learned Societies, dem National Institute of Mental Health und Harry Frank Guggenheim.
Nach seiner Pensionierung im Jahr 1995 gründete er das Center for the Study of Religion der UCLA und war von 1995 bis 1997 Vorsitzender des Interdepartementalen Hauptfachs Religion. Er unterrichtete bis 2012 und erhielt den UCLA Emeritus Distinguished Dickson Award.

## Wissenschaftliche Veröffentlichungen
Rapoport schrieb und redigierte sechs Bücher, 50 wissenschaftliche Artikel und 12 Zeitungskolumnen. Zehn wissenschaftliche Publikationen wurden auf Spanisch, Französisch und Deutsch neu veröffentlicht. Zwei seiner wissenschaftlichen Artikel wurden für Enzyklopädien verfasst, ein dritter wurde 2017 veröffentlicht.
Er schrieb eine Reihe von Artikeln über alte religiöse Traditionen und ihre Wechselwirkung mit dem Terrorismus. Er schrieb auch eine Reihe von Essays über apokalyptische Bewegungen in der modernen Welt, insbesondere im Christentum.
Rapoports Artikel „Terrorismus“ aus dem Jahr 1999 in der Encyclopedia of Violence, Peace and Conflict enthielt eine Analyse der Geschichte des modernen globalen Rebellenterrors. Er argumentierte, dass politische Bedenken und technologische Entwicklung die neuen Formen des Terrorismus in Form von „Wellen“ hervorgebracht hätten. Der „neue Terrorismus“ begann in den 1880er Jahren und hat vier verschiedene, sich überschneidende Wellen hervorgebracht: die anarchistische, antikoloniale, neue linke und religiöse. Das Argument erregte wenig Aufmerksamkeit, bis Rapoport unmittelbar nach dem Anschlag vom 11. September einen zweiten Artikel zu diesem Thema veröffentlichte: „Die vierte Welle: Der 11. September in der Geschichte des Terrorismus“ in Current History. Ziel war es zu zeigen, dass die Tragödie zwar „den Entschluss hervorbrachte, den Terror überall zu beenden“, die Geschichte des modernen globalen Terrors jedoch nicht viel Zuversicht erweckte, dass dieser Entschluss erfolgreich sein würde. Der Artikel hatte großen Einfluss auf das Gebiet der Terrorismusstudien.

## Publikationen
- Wellen des globalen Terrorismus: Von 1879 bis zur Gegenwart (New York: Columbia University Press, 2022), ISBN 978-0-231-13303-6
- Terrorism: Critical Concepts in Political Science 4 Bde. (New York: Routledge, 2006), ISBN 0-415-31650-2
- Inside Terrorist Organizations (New York: Columbia University Press, 1988), ISBN 0-231-06720-8
- The Democratic Experience and Political Violence (Portland, OR: Frank. Cass, 2001) mit Leonard Weinberg, ISBN 0-7146-5150-8
- The Morality of Terrorism: Religious and Secular Justifications (New York: Columbia University Press, 1989) mit Yonah Alexander, 2. Auflage, ISBN 0-231-06753-4
- The Rationalisierung des Terrorismus (Frederick, MD: University Publications of America, 1982) mit Yonah Alexander, ISBN 0-89093-413-4
- Assassination and Terrorism (Toronto: Canadian Broadcasting Corp., 1971) 3 Ausgaben